# Jozafat Newelski
Jozafat Newelski herbu własnego (Korczak Odmienny) – stolnik połocki od 1668 roku.
Był elektorem Michała Korybuta Wiśniowieckiego z województwa połockiego w 1669 roku. Był posłem województwa połockiego na sejm nadzwyczajny 1672 roku.